# Elaeagnus fasciculata
Elaeagnus fasciculata — вид квіткових рослин з родини маслинкових (Elaeagnaceae). Ендемік Ассаму, Індія.